# Ruhi Sarıalp
Ruhi Sarialp, född 15 december 1924 i Manisa, död 5 mars 2001 i Izmir, var en turkisk friidrottare.
Sarialp blev olympisk bronsmedaljör i tresteg vid sommarspelen 1948 i London.